# معهد مصنعي الأسلحة الرياضية والذخيرة
معهد مصنعي الأسلحة والذخيرة الرياضية (SAAMI)، هو اتحاد لمصنعي الأسلحة النارية والذخيرة والمكونات الأمريكية.  SAAMI هي مطور معايير معتمد ينشر العديد من المعايير الوطنية الأمريكية التي توفر معايير السلامة والموثوقية وقابلية التبادل للمصنعين التجاريين للأسلحة النارية والذخيرة والمكونات.  بالإضافة إلى ذلك، ينشر SAAMI معلومات حول النقل الآمن والمسؤول وتخزين واستخدام هذه المنتجات.

## التاريخ
معهد مصنعي الأسلحة والذخائر الرياضية، تشكيل عام 1926، النوع، المنظمة القياسية، المقر، نيوتاون، كونيتيكت، الموقع
تعود أصول SAAMI إلى الحرب العالمية الأولى وجمعية مصنعي الأسلحة الصغيرة والذخيرة الأمريكية (SAMSAA).  في عام 1913، شجعت وزارة الحرب الأمريكية صناعة الأسلحة النارية والذخيرة على إنشاء منظمة لمشاركة التكنولوجيا الجديدة ووضع معايير مشتركة للأسلحة الصغيرة والذخيرة.  تأسست SAMSAA رسميًا في عام 1918، ولكنها أصبحت غير نشطة في أوائل العشرينات من القرن العشرين. [1] [2]
بحلول منتصف العشرينات من القرن الماضي، كانت الولايات المتحدة لا تزال تعاني من نقص المواد الاستراتيجية للحرب العالمية الأولى بما في ذلك النحاس والنحاس والرصاص.  بحلول عام 1925، أدركت وزارة التجارة الأمريكية الحاجة إلى إحياء منظمة مثل SAMSAA وفي نفس الوقت كانت تشجع صانعي الذخيرة على المشاركة في برنامج تبسيط المنتج.  وكان الهدف من ذلك هو تقليل إهدار رأس المال ونقص المواد واحتياجات التخزين والنقل.  في عام 1926، في وقت التأسيس الرسمي لمعهد مصنعي الأسلحة والذخيرة الرياضية، كان هناك أكثر من 4000 حمولة طلقة مختلفة في السوق.  البرنامج الذي أقرته الحكومة - الذي أجراه SAAMI - قضى على أكثر من 95 ٪ منها.  في الخراطيش المعدنية، تم تخفيض ما يقرب من 350 حمولة متوفرة بنسبة 70٪ ، وغالبًا ما يتم ذلك عن طريق التوفيق بين الخراطيش ذات الأسماء المتعددة لنفس التصميم بشكل أساسي. [1] [2]
في عام 1928، مع صيد السوق وتدمير الموائل مما أدى إلى انخفاض أعداد الحياة البرية إلى مستويات قياسية، قام SAAMI بتمويل دراسات الحياة البرية التي أجراها Aldo Leupold والتي نتج عنها كتاب «سياسة اللعبة الأمريكية وإدارة الألعاب». [3] [4]  أصبح هذا الكتاب الأساس لإدارة الحياة البرية الحديثة.  بالإضافة إلى ذلك، دعم SAAMI مالياً معهد حفظ الألعاب في كلينتون، نيو جيرسي، والذي كان أول مدرسة تقدم تعليم إدارة الحياة البرية للمنظمين الفيدراليين والولائيين. [1] [2]
في عام 1937، كان SAAMI دورًا أساسيًا في الحصول على دعم صناعة الأسلحة النارية والذخيرة لتمرير قانون بيتمان-روبرتسون الفيدرالي للمساعدة في استعادة الحياة البرية.  فرض هذا التشريع ضريبة انتقائية بنسبة 11 بالمائة على الأسلحة النارية والذخيرة لاستخدامها فقط لاستعادة الحياة البرية والأغراض ذات الصلة. [1] [2]
في الأربعينيات من القرن الماضي، بدأ SAAMI في نشر سلسلة من الكتيبات الإعلامية لتثقيف الجمهور حول الاستخدام الآمن للأسلحة النارية والذخيرة ومناولتها وتخزينها.  وعلى وجه الخصوص، نشر SAAMI «الوصايا العشر للسلامة، المنشورة لمصلحة جعل إطلاق النار رياضة آمنة والحفاظ عليها» والتي تم توزيع الملايين منها. [1] [5]
في عام 1961، أنشأ SAAMI المؤسسة الوطنية لرياضات الرماية (NSSF) كمنظمة مستقلة لتعزيز وحماية والحفاظ على الصيد والرماية في الولايات المتحدة.  من خلال إنشاء NSSF كمنظمة منفصلة، كان SAAMI قادرًا على التركيز على مهمته المتمثلة في نشر المعايير التقنية لسلامة الأسلحة النارية والذخيرة، وإمكانية التبادل، والموثوقية والجودة. [1] [5]
في 1970s أصبح SAAMI مطور معايير معتمدًا للمعهد الوطني الأمريكي للمعايير (ANSI) وحول معاييره الفنية للأسلحة النارية والذخيرة إلى خمسة معايير وطنية أمريكية.  أيضًا، خلال هذا الوقت، بدأ SAAMI الانتقال من استخدام نظام قياس ضغط غرفة كسارة النحاس للذخيرة إلى أنظمة قياس ضغط غرفة المحول الكهروإجهادي. [1] [5]
في الثمانينيات من القرن الماضي، أجرى SAAMI اختبارًا مكثفًا لرد فعل الذخيرة الرياضية في سيناريوهات حوادث النقل المختلفة.  تم تقديم البيانات الناتجة إلى وزارة النقل الأمريكية لدعم إدراج الذخيرة في تصنيف الشحن ORM-D.  بالإضافة إلى ذلك، أنتج SAAMI أول فيديو بعنوان «الذخيرة الرياضية و Fire Fighter»، والذي يوفر معلومات تقنية ومعلومات السلامة حول مكافحة الحرائق التي تنطوي على ذخيرة أسلحة رياضية.  تم تحديث الفيديو في عام 2012 بالتعاون مع الرابطة الدولية لرؤساء المطافئ ليعكس أحدث التغييرات في التكنولوجيا. [1] [5]
في عام 2005، تم اعتماد SAAMI كمنظمة غير حكومية (NGO) ذات مركز استشاري في الأمم المتحدة (الأمم المتحدة) المجلس الاقتصادي والاجتماعي (ECOSOC).  أيضًا، في هذه الفترة الزمنية تقريبًا، أطلق SAAMI شراكة مع اللجنة الدولية الدائمة من أجل التحرر من الأسلحة الصغيرة («اللجنة الدولية الدائمة لإثبات الأسلحة الصغيرة» CIP) لمواءمة المعايير بين المنظمتين. [  1]
في عام 2012، قاد SAAMI بنجاح الجهود في اللجنة الفرعية التابعة للأمم المتحدة المعنية بنقل البضائع الخطرة لتعديل تصنيف الكميات المحدودة (LQ) لمطابقة تصنيف ORM-D في الولايات المتحدة، مما يخفف من أي تأثير للإلغاء التدريجي المخطط لـ ORM-D  التصنيف. [1]